# Domenico Patterlini
Domenico Patterlini ist ein ehemaliger italienischer Skispringer.
Patterlini gewann 1927 seinen ersten und einzigen italienischen Meistertitel im Skispringen vor Luigi Faure und Ernesto Zardini. Darüber hinaus nahm er 1927 an den Nordischen Skiweltmeisterschaften im heimischen Cortina d’Ampezzo teil, bei der er den 33. Platz belegte.